# Арморика

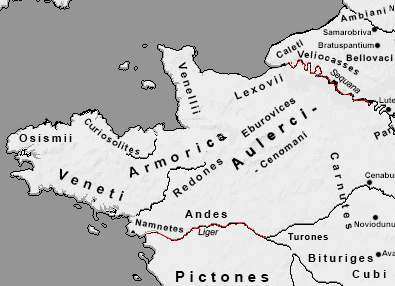
Арморика во времена Римской империи. Сена и Луара выделены красным

Армо́рика (Ареморика; лат. Armorica, Aremorica) — историческая область на северо-западе нынешней Франции. Часто это название употребляется и для Бретани. Арморика существовала в античности и рассматривалась как часть Галлии, расположенная на её атлантическом побережье, между реками Сеной и Луарой, иногда — и Гаронной.
Топоним «Арморика» происходит от галльского словосочетания are mori («на море») и суффикса -ika, использовавшегося для географических обозначений. Ср.: брет. Armor «Армор (прибрежные территории Бретани)», ar mor «море»; валл. ar y môr «(на берег)у моря»; лат. ōra maritima «поморье».
Первоначально термин толковался значительно шире, чем сейчас: он включал нынешнюю Нормандию и даже всё атлантическое побережье современной Франции.
Плиний Старший утверждает, что Арморика — это прежнее название Аквитании, и тем самым её южная граница проходит по Пиренеям. Он также перечисляет кельтские племена, жившие в Арморике. Два из них, эдуи и карнутены, заключили к моменту создания его «Естественной истории» союзный договор с Римом, другие были относительно независимыми. «Общины, живущие у берегов Океана под общим названием ареморийских», перечисляет и Юлий Цезарь.
Диодор Сицилийский рассказывает, что Арморика имела тесные торговые отношения с Британией. Согласно же Страбону, четырьмя пунктами «переправы, которыми обычно пользуются при переезде с материка на остров» Великобритания, были устья Рейна (и Па-де-Кале), Сены, Луары и Гаронны.
В честь Арморики назван астероид (774) Армор, открытый в 1913 году французским астрономом Шарлем ле Морваном, который был родом из этого региона. Вымышленная деревня галлов, в которой разворачиваются действия комиксов, мультфильмов и фильмов об Астериксе, размещалась в Арморике; об обнаружении археологами её «руин» сообщала шуточная статья в британской газете The Independent от 1 апреля 1993 года.